# Fälliluöttimoaivi
Fälliluöttimoaivi är en kulle i Finland.   Den ligger i den ekonomiska regionen Norra Lappland och landskapet Lappland, i den norra delen av landet, 900 km norr om huvudstaden Helsingfors. Toppen på Fälliluöttimoaivi är 475 meter över havet, eller 100 meter över den omgivande terrängen. Bredden vid basen är 1,6 km.
Terrängen runt Fälliluöttimoaivi är kuperad åt sydost, men åt nordväst är den platt.  Trakten runt Fälliluöttimoaivi är nära nog obefolkad, med mindre än två invånare per kvadratkilometer. Det finns inga samhällen i närheten. Omgivningarna runt Fälliluöttimoaivi är i huvudsak ett öppet busklandskap.